# Marc Johnson
Marc Alan Johnson (Omaha, 21 ottobre 1953) è un contrabbassista, compositore e bandleader statunitense.

## Biografia
All'età di diciannove anni, Johnson suona da professionista nella Fort Worth Symphony. Durante i suoi studi alla University of North Texas fa parte della One O'Clock Lab Band, ed è il bassista principale della NTSU Symphony Orchestra.
Nel 1978, Johnson viene reclutato dal pianista Bill Evans per sostituire Eddie Gomez, e a fianco del batterista Joe LaBarbera fa parte dell’ultimo trio di Evans. In quell’anno, con Evans, Philly Joe Jones e Lee Konitz in qualità di ospite d’onore partecipa a Umbria Jazz. La collaborazione con Evans, sia in studio che in tour, durerà fino alla morte del pianista nel 1980. Nel 2007 pubblica insieme a sua moglie, la pianista Eliane Elias, l'album Something for You, un tributo a Evans.
Successivamente a Evans, Johnson collabora con numerosi musicisti, tra cui Joe Lovano, Michael Brecker, Stan Getz, Bob Brookmeyer, Gary Burton, John Abercrombie, Bill Frisell, Pat Metheny, Eliane Elias, Enrico Pieranunzi, Joey Baron, Philly Joe Jones, Jack DeJohnette, Peter Erskine, Paul Motian, Steps Ahead, John Lewis. 
A partire dal progetto Bass Desires ha anche pubblicato album come leader un quartetto con Bill Frisell e John Scofield alla chitarra elettrica, e Peter Erskine alla batteria. I Bass Desires hanno ottenuto riconoscimenti internazionali in seguito alla pubblicazione di due album con l'etichetta ECM (Bass Desires e Second Sight) a metà degli anni '80. Nel 1991 fonda il gruppo Right Brain Patrol con cui registra due album per la JMT Records, suonando insieme al chitarrista Ben Monder e al cantante-percussionista Arto Tunçboyacıyan, e un successivo album in cui Monder è sostituito da Wolfgang Muthspiel. Nel 1998 invece pubblica Sound of Summer Running per Verve. Nel 2005 pubblica Shades of Jade, per ECM, con Joe Lovano al sassofono tenore, John Scofield alla chitarra, Eliane Elias al piano e Joey Baron alla batteria. L'album riceve numerosi riconoscimenti: viene selezionato da Time per l'uscita di 5 CDs That Really Swing del 17 ottobre 2005, dal Chicago Tribune come una delle dieci migliori registrazioni jazz del 2005, e ha anche ricevuto il Danish Music Award per la migliore uscita straniera del 2005. Come seguito di Shades of Jade, nel 2012 pubblica, sempre per ECM, Swept Away (con la stessa formazione del precedente album, meno Scofield). I brani registrati sono tutte composizioni originali.
Come produttore, Johnson vince due Grammy Awards per aver co-prodotto gli album di Eliane Elias Made in Brazil (2016) e Dance of Time (2017) per Concord Records.

## Discografia

### Come leader e co-leader
- 1986 - Bass Desires (ECM)
- 1987 - Second Sight (ECM)
- 1989 - Two by Four (EmArcy)
- 1992 - Right Brain Patrol (JMT)
- 1995 - Magic Labyrinth (JMT)
- 1997 - The Sound of Summer Running (Verve)
- 1998 - If Trees Could Fly (Intuition)
- 2005 - Shades of Jade (ECM)
- 2012 - Swept Away con Eliane Elias (ECM)
- 2021 - Overpass  (ECM)

Con John Abercrombie & Peter Erskine
- 1986 - Current Events (ECM)
- 1989 - John Abercrombie / Marc Johnson / Peter Erskine (ECM)
- 1993 - November (ECM)

Con Enrico Pieranunzi
- 1987 - Deep Down (Soul Note)
- 1992 - The Dream Before Us (IDA)
- 1994 - Untold Story (IDA)
- 2000 - Racconti Mediterranei (Egea)
- 2001 - Play Morricone (CAM Jazz)
- 2003 - Trasnoche (Egea)
- 2003 - Current Conditions (CAM Jazz)
- 2004 - Play Morricone 2 (CAM Jazz)
- 2006 - Ballads (CAM Jazz)
- 2007 - Live in Japan (CAM Jazz)
- 2008 - As Never Before (CAM Jazz)
- 2008 - Yellow & Blue Suites (Challenge)
- 2009 - Dream Dance (CAM Jazz)

### Come sideman
Con John Abercrombie
- 1988 - Getting There (ECM)
- 2002 - Cat 'n' Mouse (ECM)
- 2004 - Class Trip (ECM)
- 2007 - The Third Quartet (ECM)

Con Eliane Elias
- 1991 - A Long Story (Manhattan)
- 1992 - Fantasia ( (Blue Note)
- 1993 - Paulistana (Blue Note)
- 1997 - The Three Americas (Blue Note)
- 1998 - Eliane Elias Sings Jobim (Blue Note)
- 2000 - Everything I Love (Blue Note)
- 2002 - Kissed by Nature (Bluebird)
- 2004 - Dreamer (Bluebird)
- 2004 - Portrait of Bill Evans (JVC)
- 2006 - Around the City (RCA Victor)
- 2007 - Something for You: Eliane Elias Sings & Plays Bill Evans (Somethin' Else)
- 2009 - Bossa Nova Stories (Blue Note)
- 2010 - Eliane Elias Plays Live (Blue Note)
- 2011 - Light My Fire (Concord Picante)
- 2013 - I Thought About You (Concord Jazz)
- 2015 - Made in Brazil (Concord Jazz)
- 2018 - Music from Man of La Mancha (Concord Jazz)
- 2019 - Love Stories (Concord)

Con Peter Erskine
- 1988 - Motion Poet (Denon)
- 1991 - Sweet Soul (Novus/RCA)
- 1998 - Behind Closed Doors Vol. 1 (Fuzzy Music)

Con Bill Evans
- 1979 - Affinity (Warner Bros.)
- 1980 - We Will Meet Again (Warner Bros.)
- 1983 - The Paris Concert: Edition One  (Elektra Musician)
- 1984 - The Paris Concert: Edition Two (Elektra Musician)
- 1989 - His Last Concert in Germany (West Wind)
- 1989 - Summertime (Jazz City)
- 1990 - Consecration I (Timeless)
- 1990 - Consecration II (Timeless)
- 1990 - Live in Buenos Aires 1979 (Yellow Note)
- 1991 - Someday My Prince Will Come (Alfa)
- 1991 - In Buenos Aires Vol. 3 (Jazz Lab)
- 1992 - Turn Out the Stars: The Final Village Vanguard Recordings (Dreyfus)
- 1992 - Letter to Evan (Dreyfus)
- 1999 - Homecoming (Milestone)
- 2000 - The Last Waltz: The Final Recordings (Milestone)
- 2006 - Complete Live at Ronnie Scott's 1980 (Gambit)
- 2019 - Live in Montreal 1980 (ADM Records)

Con Stan Getz
- 1982 - Pure Getz (Concord)
- 1995 - Blue Skies (Concord Jazz)
- 1996 - Stan Getz Quartet Live in Paris (Dreyfus)

Con Jimmy Gourley
- 1981 - No More (Musica)
- 1983 - The Jazz Trio (Bingow)
- 1986 - The Left Bank of New York (Uptown)

Con Woody Herman
- 1977 - Jazz Jamboree 77 Vol. 2 (Polskie Nagrania Muza)
- 1978 - Chick, Donald, Walter & Woodrow (Century)
- 1978 - Road Father (Century)

Con Andy LaVerne
- 1988 - Plays the Music of Chick Corea (Jazzline)
- 1988 - True Colors (Jazz City)
- 1989 - Frozen Music (SteepleChase)

Con John Lewis
- 1981 - The John Lewis Album for Nancy Harrow (Finesse)
- 1982 - Kansas City Breaks (Finesse)
- 1983 - Slavic Smile (Baystate)
- 1985 - J.S. Bach Preludes and Fugues from the Well Tempered Clavier Book 1 (Philips)
- 1986 - The Bridge Game Vol. 2 Based on the Well Tempered Clavier Book 1 (Philips)
- 1988 - The Garden of Delight Delaunay's Dilemma (EmArcy)
- 1989 - Vol. 3 Preludes and Fugues Based on the Well Tempered Clavier Book 1 (Philips)

Con Pat Martino
- 1994 - Interchange (Muse)
- 1996 - Nightwings (Muse)
- 1995 - The Maker  (Paddle Wheel)
- 2001 - Givin' Away the Store (Jazz Heritage Society)

Con Lyle Mays
- 1986 - Lyle Mays (Geffen)
- 1988 - Street Dreams (Geffen)
- 1988 - The Tale of Peter Rabbit, The Tale of Mr. Jeremy Fisher & The Tale of Two Bad Mice (Windham Hill)
- 1993 - Fictionary (Geffen)
- 2015 - The Ludwigsburg Concert (Jazzhaus)

Con Wolfgang Muthspiel
- 1996 - Perspective (Amadeo)
- 2001 - Real Book Stories (Quinton)
- 2004 - Air, Love & Vitamins (Quinton)

Con Enrico Pieranunzi
- 1990 - No Man's Land (Soul Note)
- 1993 - In That Dawn of Music (Soul Note)
- 1996 - The Night Gone by (Alfa)
- 1997 - The Chant of Time (Alfa)
- 2002 - Jazz Roads (CAM Jazz)
- 2004 - Les Amants (Egea)
- 2013 - Live at the Village Vanguard (CAM Jazz)

Con John Scofield
- 1991 - Meant to Be (Blue Note)
- 1993 - The John Scofield Quartet Plays Live (Jazz Door)
- 2000 - Steady Groovin'  (Blue Note)

Con Toots Thielemans
- 1987 - Ne Me Quitte Pas (Milan)
- 1988 - Only Trust Your Heart (Concord Jazz)
- 1989 - Do Not Leave Me (Stash)
- 1992 - The Brasil Project (Private Music)
- 1993 - The Brasil Project Vol. 2 (Private Music)

Con altri musicisti
- 1979 - Advance! (con Philly Joe Jones)
- 1980 - Don Friedman (con Don Friedman)
- 1981 - Through a Looking Glass (con Bob Brookmeyer)
- 1981 - Mellifluous (con Mel Lewis)
- 1982 - Make Me Smile & Other New Works by Bob Brookmeyer (con Mel Lewis)
- 1983 - Names (con Jamey Haddad)
- 1983 - The Name Is Makowic (con Adam Makowicz)
- 1984 - Symbols of Hopi (con Jill McManus)
- 1984 - The Pugh-Taylor Project (con Jim Pugh)
- 1984 - In High Profile (con Dick Katz)
- 1985 - Evanessence (con Fred Hersch)
- 1985 - From the Heart (con Jim McNeely)
- 1985 - Horizons (con Fred Hersch)
- 1985 - New York Toccata (con Carlos Franzetti)
- 1985 - Train of Thought (con Mitchel Forman)
- 1986 - Breakthrough (con Eddie Daniels)
- 1986 - Out of the Dark (con Jon Metzger)
- 1987 - Granola (con Akiko Yano)
- 1987 - Hands On (con Warren Bernhardt)
- 1988 - Michel Camilo (con Michel Camilo)
- 1988 - The New York Album (con Lee Konitz)
- 1988 - Times Like These (con Gary Burton)
- 1989 - Alone but not Forgotten (con Harold Danko)
- 1989 - Beauty (con Ryuichi Sakamoto)
- 1989 - Color (con Rick Margitza)
- 1989 - On Fire (con Michel Camilo)
- 1989 - Village Rhythm (con Joe Lovano)
- 1990 - One Bright Glance (con John D'earth)
- 1990 - Bill Evans (con Paul Motian)
- 1991 - Balance (con Chuck Loeb)
- 1991 - East Coast Blow Out (con Jim McNeely)
- 1991 - Hope (con Rick Margitza)
- 1991 - Hymn (con Bob Mintzer)
- 1991 - Instructions Inside (con Vince Mendoza)
- 1991 - Mood Swing (con T Lavitz)
- 1991 - Salvatore Bonafede Trio Plays (con Salvatore Bonafede)
- 1991 - Serenade, K. 361 Gran Partita & A Musical Joke, K. 522 (con la Chamber Music Society of Lincoln Center)
- 1991 - Landmarks (con Joe Lovano)
- 1992 - A Distortion of Love (con Patricia Barber)
- 1992 - Benny Rides Again (con Eddie Daniels)
- 1992 - Untitled (con The Rembrandts)
- 1992 - Paul Plays Carla (con Paul Bley)
- 1993 - A Night with Strings (con Sadao Watanabe)
- 1993 - Calling Me Back Home (con Randy Bernsen)
- 1993 - Eyes of Wonder (con Kim Pensyl)
- 1993 - Jackie Paris (con Jackie Paris)
- 1993 - Remembering North (con Kenneth Sivertsen)
- 1994 - Orange and Blue (con Al Di Meola)
- 1995 - Abandoned Garden (con Michael Franks)
- 1995 - Make Me Rainbows (con Trudy Desmond)
- 1995 - Third Ear (con Rez Abbasi)
- 1995 - Triangle (con Martial Solal)
- 1996 - Between Dreams (con George Jinda)
- 1996 - Grand Spiral (con Chinary Ung)
- 1996 - Miracles (con Nguyen Le)
- 1996 - Lost and Found (con Ralph Towner)
- 1997 - An American Diary (con Mike Mainieri)
- 1997 - Cite de la musique (con Dino Saluzzi)
- 1997 - In Wonderland (con Night Ark)
- 1997 - Roads Not Taken (con Silvano Monasterios)
- 1997 - Three Trios (con Nguyen Le)
- 1998 - A Girl Named Joe (con Chris Cheek)
- 1998 - Bitches and Fairy Tales (con Eric Vloeimans)
- 1998 - I Remember Bill (con Don Sebesky)
- 1998 - Unprotected Music (con Kenny Werner)
- 1999 - Balade du 10 mars (con Martial Solal)
- 1999 - This Window (con Eugene Pao)
- 1999 - Sound of Surprise (con Lee Konitz)
- 1999 - The Time of My Life: Roseanna Vitro Sings the Songs of Steve Allen (con Roseanna Vitro)
- 2000 - Deliveren (con Sezen Aksu)
- 2000 - Nightclub (con Patricia Barber)
- 2000 - Walk Alone (con Makoto Ozone)
- 2001 - Flirting with Twilight (con Kurt Elling)
- 2001 - Vinicius (con Vinicius Cantuaria)
- 2002 - Holding Together (con gli Steps Ahead)
- 2002 - Song of the Heart (con Cathy Segal-Garcia)
- 2002 - Lift Every Voice (con Charles Lloyd)
- 2005 - Dreams and Stories (con Rodney Jones)
- 2005 - Tom Wopat Sings Harold Arlen (con Tom Wopat)
- 2007 - Now You Know (con Makoto Ozone)
- 2009 - Lovers Tales & Dances (con Dominick Farinacci)
- 2013 - North Sea Jazz Legendary Concerts (con Eric Vloeimans)